# Ostkust (FMÖ 83)
Ostkust (FMÖ 83) var en militärövning (försvarsmaktsövning) som genomfördes i Sverige mellan den 26 september–5 oktober 1983. Ostkust är den tredje försvarsmaktsövningen i raden som genomförts och syftade till att öva förband ur samtliga försvarsgrenar samt samverkan med totalförsvaret. Övningen genomfördes i huvudsak inom Östra militärområdet (Milo Ö) och övningsledare var militärbefälhavaren för Milo Ö, generallöjtnant Bengt Lehander. I övningen deltog inalles 20.000 ur armén, marinen och flygvapnet. Huvuddelen av personalen var värnpliktiga som undergick repetitionsutbildning.